# ニナ・セリュニナ＝ロチェワ
ニナ・セリュニナ＝ロチェワ（Nina Petrovna Selyunina-Rocheva、ロシア語: Нина Петровна Селюнина-Рочева 、1948年10月13日 - 2022年1月8日）はソビエト連邦キーロフ州Pakshay出身の元クロスカントリースキー選手。1970年代から1980年代にかけて活躍した。
夫ヴァシーリー・パヴロヴィチ・ロチェフ、息子ヴァシーリー・ヴァシーリエヴィチ・ロチェフともクロスカントリースキーのオリンピックメダリストであり、娘のオリガ・シュチュチキナ(Olga Shchuchkina)も2010年バンクーバーオリンピックに出場した。

## プロフィール
1974年ノルディックスキー世界選手権で国際大会にデビューし、リレーで金メダルを獲得した。1978年ノルディックスキー世界選手権では10km8位、リレー銅メダル。ソビエト連邦選手権では1978年に30kmとリレーで優勝、1980年にもリレーで優勝した。
1980年のレークプラシッドオリンピックでは5km15位、リレーで銀メダルを獲得した。同年10月にヴァシーリーとオルガの双子を出産した。

## 記録の出典
- ニナ・セリュニナ＝ロチェワ - Olympedia (英語)
- ニナ・セリュニナ＝ロチェワ - Sports-Reference.com (Olympics) のアーカイブ (英語)
- World Championship results （ドイツ語）